# 秦勇 (1967年)
秦勇（1967年—），四川大学华西药学院教授、院长，主要从事药学方面的研究工作。入选中华人民共和国教育部2008年度"长江学者"特聘教授。曾就读于云南大学化学系、中科院化学研究所。